# Жеља (филм)
Жеља (енгл. Wish) амерички је анимирани филм са елементима мјузикла и фантастике из 2023. године. Режију потписују Крис Бак и Фон Вирасунторн, по сценарију Џенифер Ли и Алисон Мур. Прати 17-годишњу девојку по имену Аша која се моли звездама у тренутку потребе када осети мрак у свом Краљевству Росас.
Премијерно је приказан 8. новембра 2023. у Лос Анђелесу, док је 22. новембра исте године изашао у биоскопима у САД, односно 23. новембра у Србији.

## Радња
Смештен у магичном царству Росас, Жеља прати Ашу, оптимистичну девојку бритког ума која веома брине о својој заједници. У тренутку када се Аша окрене ка звездама како би замислила жељу испред ње се појављује небеска сила, мала лопта безграничне енергије. Заједно, оне се суочавају са најстрашнијим непријатељем. Како би спасили заједницу доказују да воља једног храброг људског бића и магије звезде могу чинити чудесне ствари.

## Гласовне улоге
| Улога | Енглески глас | Српски глас |
| ----- | ------------- | ----------- |
| Аша   | Аријана Дебоз | Лејла Хот   |